# Turk Murphy
Melvin Edward Alton „Turk“ Murphy (* 16. Dezember 1915 in Palermo (Kalifornien); † 30. Mai 1987 in San Francisco) war ein US-amerikanischer Posaunist und Komponist des Dixieland-Jazz. Mit Lu Watters und Bob Scobey war er die Zentralfigur beim Dixieland-Revival in San Francisco.

## Leben und Wirken
Murphy begann schon 1930 in San Francisco mit Tanzbands zu spielen und war Mitte der 1930er Jahre in den Orchestern von Will Osborne und Mal Hallett. Seit der Gründung 1939 war er Mitglied der Yerba Buena Jazz Band von Lu Watters in San Francisco. Im Zweiten Weltkrieg diente er in der United States Navy, nahm aber auch 1941 mit Watters und Bunk Johnson und 1944 mit Bunk Johnson auf. Er war bis zu ihrer Auflösung 1950 Mitglied der Yerba Buena Jazz Band, spielte 1951 bei Marty Marsala und gründete 1952 eine eigene Band, Turk Murphy’s Jazz Band, mit dem Pianisten Wally Rose, dem Banjo-Spieler Dick Lammi, dem Klarinettisten Bob Helm (alle ehemals in der Yerba Buena Jazz Band) und dem Tuba-Spieler Bob Short. Sie spielten in North Beach im „Italian Village“ von Columbus und Lombard. Die Band spielte 1955 in New Orleans, 1957 mit George Lewis beim Newport Jazz Festival und war zweimal in der Ed Sullivan Show (1959, 1965). 1960 bis 1984 hatte er einen eigenen Nightclub „Earthquake McGoon’s“ (benannt nach einer Cartoon-Figur von Al Capp), in der er mit seiner Band spielte. Danach spielten sie bis zum Tod von Murphy im „New Orleans Room“ des Fairmont Hotels. In den 1970er Jahren war er in Europa und Australien auf Tournee (1973 in Deutschland). 1987 trat er sogar in der Carnegie Hall auf. Nach seinem Tod wurde eine Straße in San Francisco nach ihm benannt.

## Diskographische Hinweise
- Turk Murphy’s Jazz Band Favorites, Vol. 1 & 2 (Good Time Jazz, 1949–1951)